# Namunaria guttulatus
Namunaria guttulatus is een keversoort uit de familie somberkevers (Zopheridae). De wetenschappelijke naam van de soort werd in 1863 gepubliceerd door John Lawrence LeConte.